# Agrosoma iluha
Agrosoma iluha är en insektsart som beskrevs av Young 1977. Agrosoma iluha ingår i släktet Agrosoma och familjen dvärgstritar. Inga underarter finns listade i Catalogue of Life.